# Monte La Pereta
Il Monte La Pereta (976 m s.l.m.) è una montagna dell'Appennino situata in provincia di Macerata. 

## Geologia

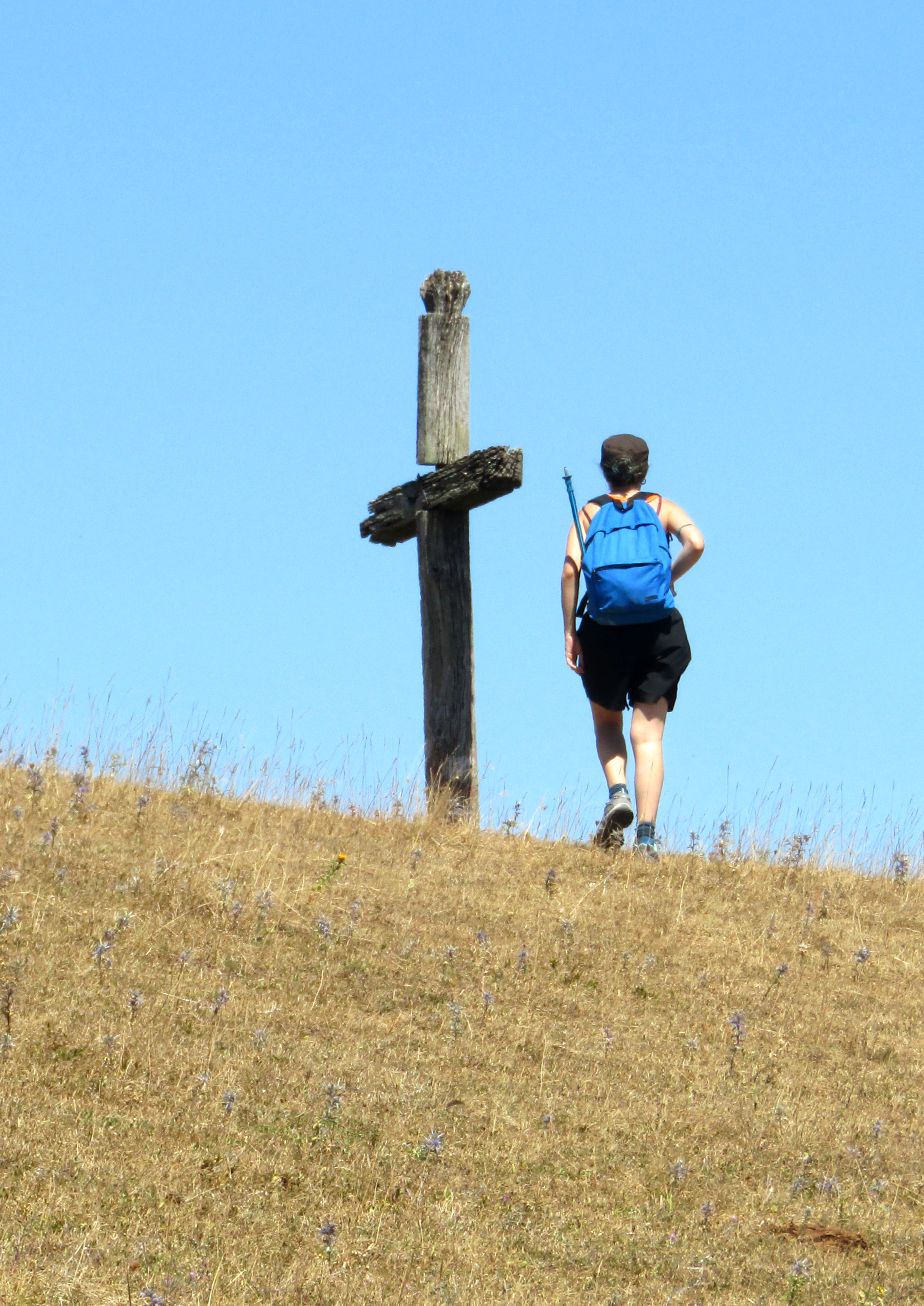
La croce di vetta

La montagna è di natura principalmente calcarea. È interessata da contatti tra elementi stratigrafici diversi dovuti ad antiche faglie; queste discontinuità geologiche consentono la formazione di sorgenti, tra le quali una che serve l'abitato di Elcito.

## Descrizione
Il monte La Pereta fa parte di una importante dorsale che dal Monte San Vicino si estende tra gli altri al monti Vicinello, Canfaito, Cipollara e altri. Una sella a quota 899 la separa dal resto del massiccio del San Vicino. Nei pressi della sua sommità sono collocate alcune apparecchiature di telecomunicazione, mentre poco più a est si trova una croce di vetta. La parte superiore della montagna è caratterizzata da ampi spazi prativi, e offre un vasto panorama che si spinge fino all'Adriatico.

## Accesso alla vetta
La salita al Monte La Pereta è di tipo escursionistico e può avvenire seguendo sentieri segnalati; si può percorrere il sentiero numero 299 partendo da Elcito oppure arrivare alla cima lungo lo stesso sentiero con partenza da Prati San Vicino, alle falde settentrionali dell'omonima montagna.